# Åhleströms klädesfabrik
Åhleströms (även Åhlö) klädesfabrik var ett yllespinneri som låg i Tveta socken utanför Södertälje. Den startade sin verksamhet under perioden 1848-1850 och var i drift till 1860-talet. Fabriken låg vid Lanarens utlopp och sysselsatte 1855 39 arbetare med en omsättning på över 106 000 riksdaler.  År 1860 finns en klädesfabrik i länet, sannolikt Åhleströms, då med en total arbetsstyrka (inklusive mästare, arbetare och biträden) på 33 personer varav fem kvinnor och alla över 15 års ålder. Fabriken anges vara ägd av enskilda dvs ej i bolagsform. Verksamheten såldes i januari 1861 av stadsmäklare Joh. And. Berg, vilken uppger sig ha bedrivit verksamheten, till fabrikör A O Stenström. . 1866 uppges verksamheten vara igång igen efter ett års uppehåll med tidigare bokhållaren C R Lundblad som direktör. Företaget, eller egentligen C R Lundblad, gick i konkurs i juni 1869.